# Without You I'm Nothing
Without You I'm Nothing är musikgruppen Placebos andra album från 1998.
- Releasedatum: 98-10-12
- Label: Elevator Music / Hut Records

## Katalognr
- Cd: CDFLOOR8
- Cd, Promo: CDPFLOOR8
- 12": FLOORLP8

## Singlar
- Pure Morning
- You Don't Care About Us
- Every You Every Me
- Without You I'm Nothing: Featuring David Bowie

## Låtlista
1. Pure Morning
2. Brick Shithouse
3. You Don't Care About Us
4. Ask For Answers
5. Without You I'm Nothing
6. Allergic
7. The Crawl
8. Every You Every Me
9. My Sweet Prince
10. Summer's Gone
11. Scared Of Girls
12. Burger Queen
13. Evil Dildo (Gömd låt)